# Periconiella ilicis
Periconiella ilicis är en svampart som beskrevs av P.M. Kirk 1983. Periconiella ilicis ingår i släktet Periconiella och familjen Mycosphaerellaceae.   Inga underarter finns listade i Catalogue of Life.